# Tonomatul de vacanță
Tonomatul de vacanță este o emisiune estivală în cadrul postului TV românesc TVR2. Emisiunea este prezentată de Alina Sorescu și este difuzată de luni până vineri între orele 10:10 și 11:10 din stațiunea Costinești.